# 国际滑雪登山竞赛委员会
国际滑雪登山竞赛委员会（International Council for Ski Mountaineering Competitions，简称ISMC）成立于1999年，是國際山嶽聯盟（UIAA）的一部分，负责滑雪登山和垂直竞速赛赛事，总部位于西班牙巴塞罗那。是国际竞技滑雪登山委员会（CISAC）的后续机构，于2008年并入国际滑雪登山联合会（ISMF）。

## ISMC赛事
- 滑雪登山欧洲杯（1992年起）
- 欧洲滑雪登山锦标赛（2001年起，之前由CISAC主办）
- 世界滑雪登山锦标赛（2002年起）
- 滑雪登山世界杯（2004年起）

年龄赛事分级：
- 少年组（Cadents）：16-18岁
- 青年组（Juniors）：19-20岁
- 挑战组（Contenders）：21-23岁
- 成年组（Seniors）：大于23岁

## UIAA-ISMC成员
| 代表队     |
| ---------- |
| 安道尔     |
| 阿根廷     |
| 奥地利     |
| 比利时     |
| 保加利亚   |
| 加拿大     |
| 智利       |
| 中國       |
| 捷克       |
| 丹麦       |
| 法國       |
| 德国       |
| 希腊       |
| 伊朗       |
| 義大利     |
| 日本       |
| 列支敦斯登 |
| 摩洛哥     |
| 波蘭       |
| 羅馬尼亞   |
| 俄羅斯     |
| 瑞士       |
| 新加坡     |
| 斯洛伐克   |
| 斯洛維尼亞 |
| 西班牙     |
|            |
| 美国       |